# جون بيتر لويس
جون بيتر لويس (بالإنجليزية: Jon Peter Lewis)‏ هو مغني أمريكي، ولد في 7 نوفمبر 1979 في لنكن في الولايات المتحدة.

## وصلات خارجية
- الموقع الرسمي
- جون بيتر لويس على موقع IMDb (الإنجليزية)
- جون بيتر لويس على موقع ميوزك برينز (الإنجليزية)
- جون بيتر لويس على موقع ديسكوغز (الإنجليزية)